# Crime culposo

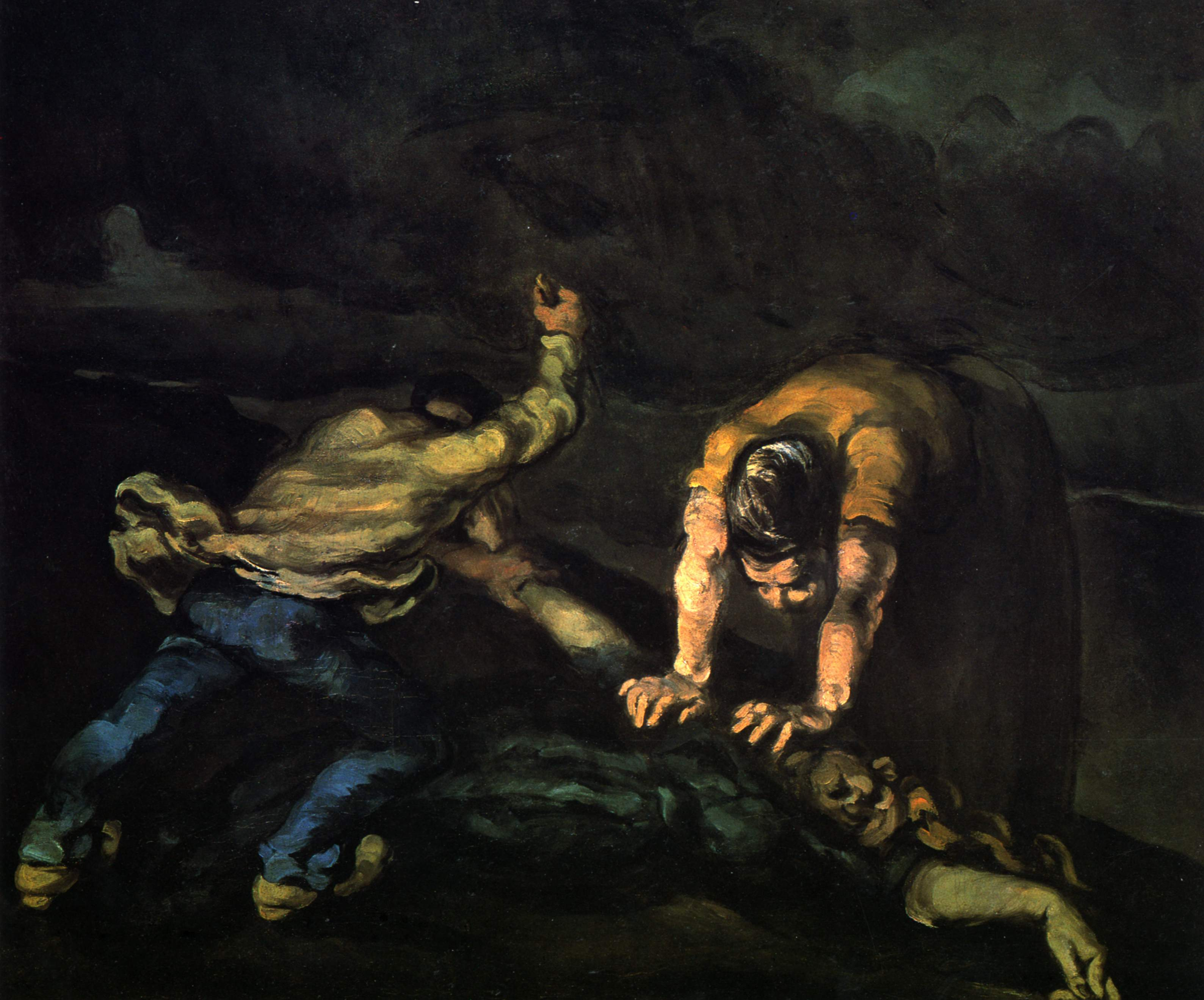
Le Meurtre, por Paul Cézanne mostra um exemplo de crime culposo.

Crime culposo (Brasil) ou crime negligente (Portugal) é um conceito do Direito penal que descreve o ato ilícito quando praticado sem a intenção, mas com culpa, isto é, geralmente com imprudência, imperícia ou negligência.
O crime culposo possui, em regra, os seguintes elementos: conduta voluntária, inobservância do dever de cuidado, resultado naturalístico involuntário, nexo causal,  tipicidade da conduta culposa e previsibilidade objetiva.
Opõe-se ao conceito de dolo, sendo menos gravoso que este, pois no crime doloso, ao contrário, há a intenção de cometer o ato ilícito.
No direito penal brasileiro, há a noção de culpa consciente, que costuma ser exaustivamente diferenciada pela doutrina jurídica do conceito de dolo eventual. No dolo eventual, o agente prevê como possível ou provável a superveniência do resultado, embora não o persiga diretamente, como ocorre com o dolo direto, assume o risco de produzi-lo. Na culpa consciente, o agente também prevê o resultado, mas, ao contrário do dolo evental que assume, repele a hipótese de superveniência do resultado.